# Капкайкін Костянтин Геннадійович
Костянтин Геннадійович Капкайкін (29 січня 1968, Новосибірськ, СРСР) — радянський і російський хокеїст, воротар.

## Біографічні відомості
Син Геннадія Валентиновича Капкайкіна, одного з кращих нападників новосибірського «Сибіру» свого часу. Батько грав за команду з 1964 ро 1979 рік (з перервою в один сезон у ташкентському «Бінокорі»). П'ятий бомбардир в історії новосибірського колективу.
У шістнадцять років дебютував за «Сибір», грав на позиції воротаря. Два сезони захищав кольори харківського «Динамо», де його партнерами були Геннадій Ушаков, Ігор Магідов і Олександр Васильєв. 1988 року український клуб здобув путівку до вищої ліги, а наступного сезону Геннадій Капкайкін провів в еліті 10 ігор.
1989 року повернувся до Новосибірська і продовжував виступати за місцеву команду. Того ж року допоміг московському «Спартаку» здобути Кубок Шпенглера (найстарішого міжнародного турніру). Наступного сезону їздив з воскресенським «Хіміком» у турне до Північної Америки, грав проти клубів Національної хокейної ліги. В обох випадках він перебував у цих командах у короткочасній оренді.
У середині 90-х захищав кольори казахського клубу «Торпедо» (Усть-Каменогорськ). По два сезони виступав у Міжнаціональній хокейній лізі і російській суперлізі (65 і 51 матч відповідно). Останній сезон провів у складі кемеровської «Енергії».
Після завершення ігрової кар'єри працював дитячим тренером. З 2006 року входить до тренерського штабу «Сибіру», відповідає за підготовку воротарів.

## Статистика
Статистика виступів у елітних хокейних лігах:
| Сезон   | Клуб                          | Ліга  | І  | ПГ  | КН   | ШХ |
| ------- | ----------------------------- | ----- | -- | --- | ---- | -- |
| 1988-89 | «Динамо» (Харків)             | СРСР  | 10 | 45  | 4.50 | 0  |
| 1994-95 | «Сибір» (Новосибірськ)        | МХЛ   | 12 | 48  | 4.34 | 0  |
|         | «Торпедо» (Усть-Каменогорськ) | МХЛ   | 16 | 48  | 3.17 | 0  |
| 1995-96 | «Торпедо» (Усть-Каменогорськ) | МХЛ   | 37 | 100 | 3.13 | 35 |
| 1996-97 | «Сибір» (Новосибірськ)        | Росія | 26 |     | 4.49 |    |
| 1997-98 | «Сибір» (Новосибірськ)        | Росія | 25 |     |      |    |